# 伊斯基亚

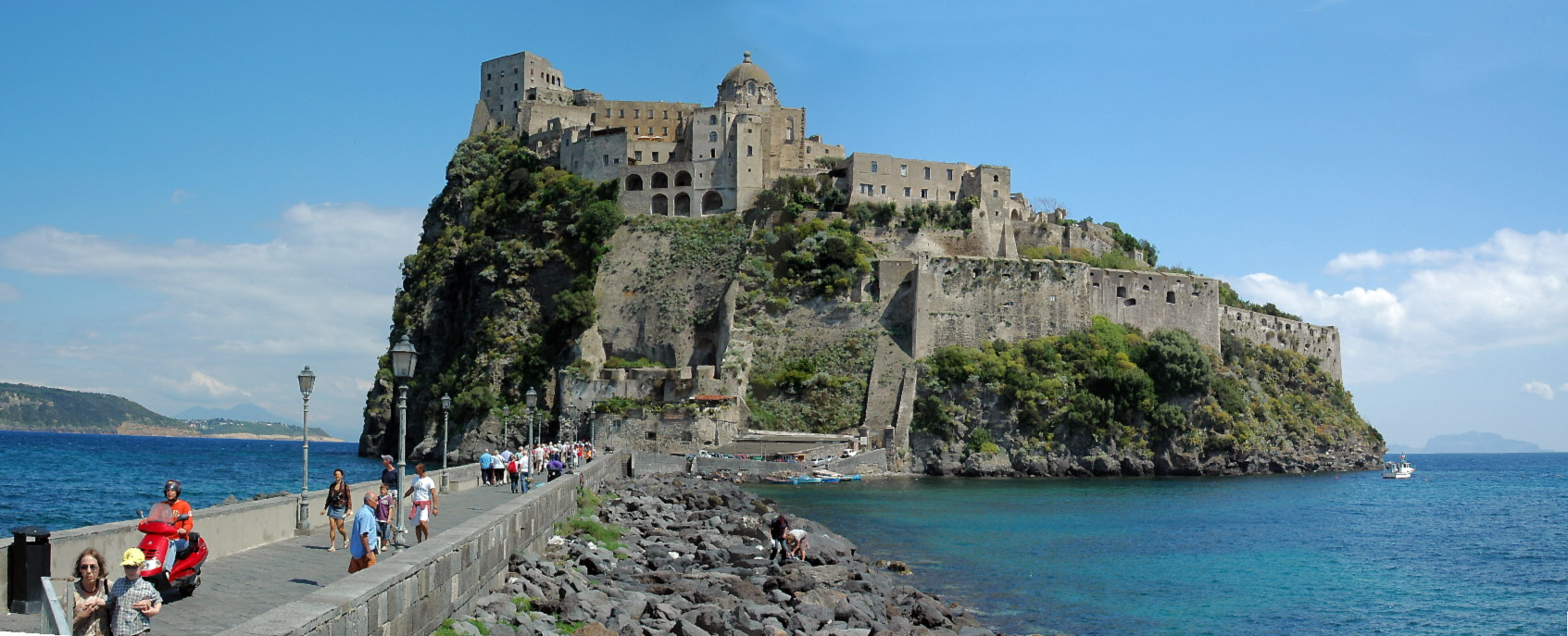
阿拉贡城堡

伊斯基亚（義大利語：Ischia）是位于第勒尼安海中伊斯基亚岛上的一个市镇。行政上隶属于意大利南部坎帕尼亚大区的那不勒斯广域市。面积为8平方公里，人口为18,606（2009年4月）。
由于岛上有火山地貌，该市镇以温泉而著名。